# هل سیاه

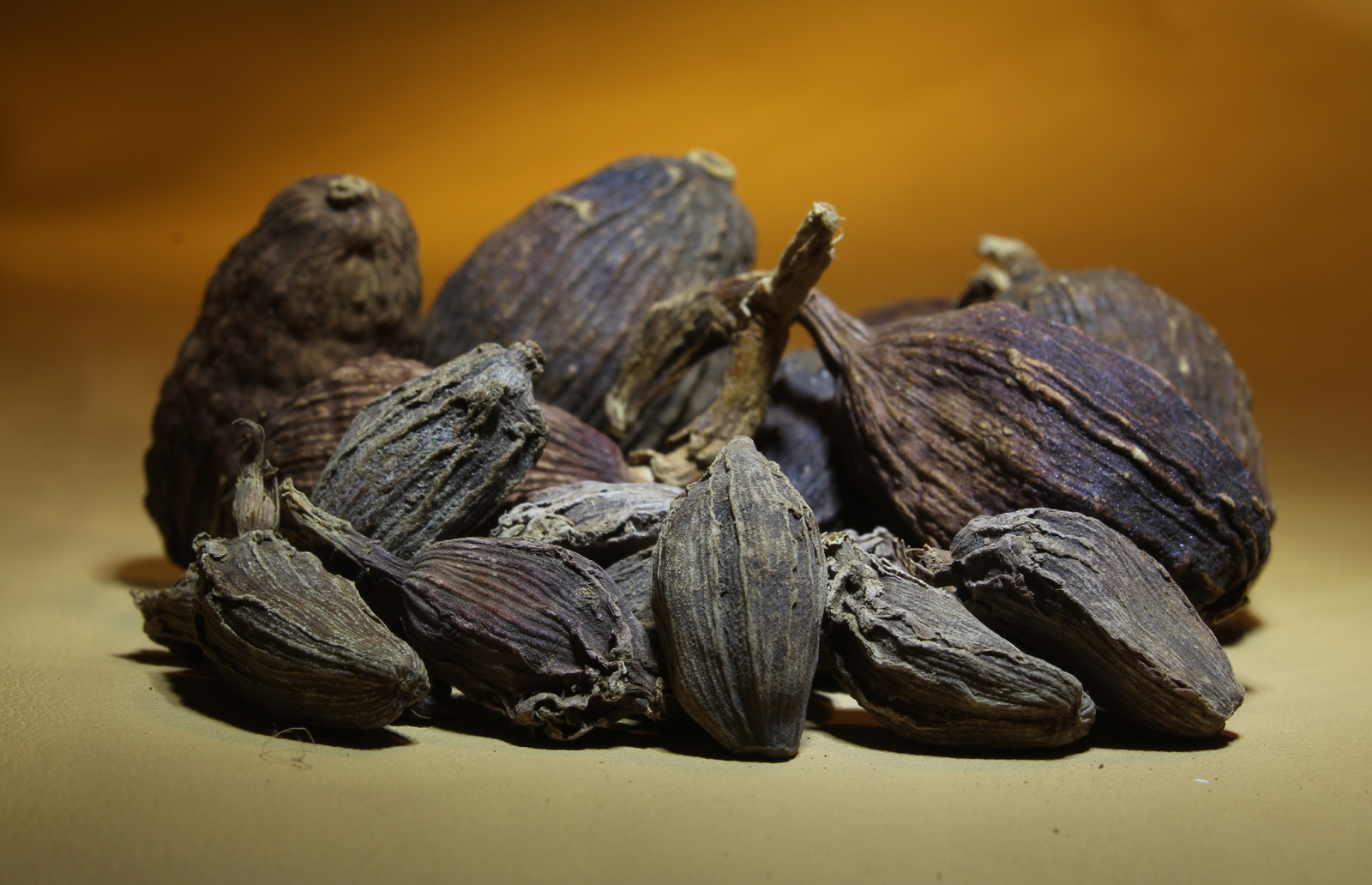
دو واریته از هل سیاه

هل سیاه، را هیل غراب یا قاقله کبار (به انگلیسی:Black cardamom) گویند. در کشور ایران به این هل، هل باد نیز گفته می‌شود، به دلیل اینکه خواص ضد نفخ دارد. 
گیاه این نوع هل در سیلان می‌روید. بزرگترین تولید کننده هل سیاه نپال و پس از آن کشورهای هند و بوتان هستند. 

## مشخصات
طول میوه این نوع هل ۲۵–۵۰ میلی‌متر است. قطر غلاف میوه آن به حدود ۶–۱۰ میلی‌متر می‌رسد.

## ترکیبات شیمیایی
انواع اسانس‌های روغنی فرار موجود در هل عبارتند از ترپی‌نئول و ترپنین که ترپی‌نئول به صورت فورمیک اسید و استیک اسید است.

## نگارخانه

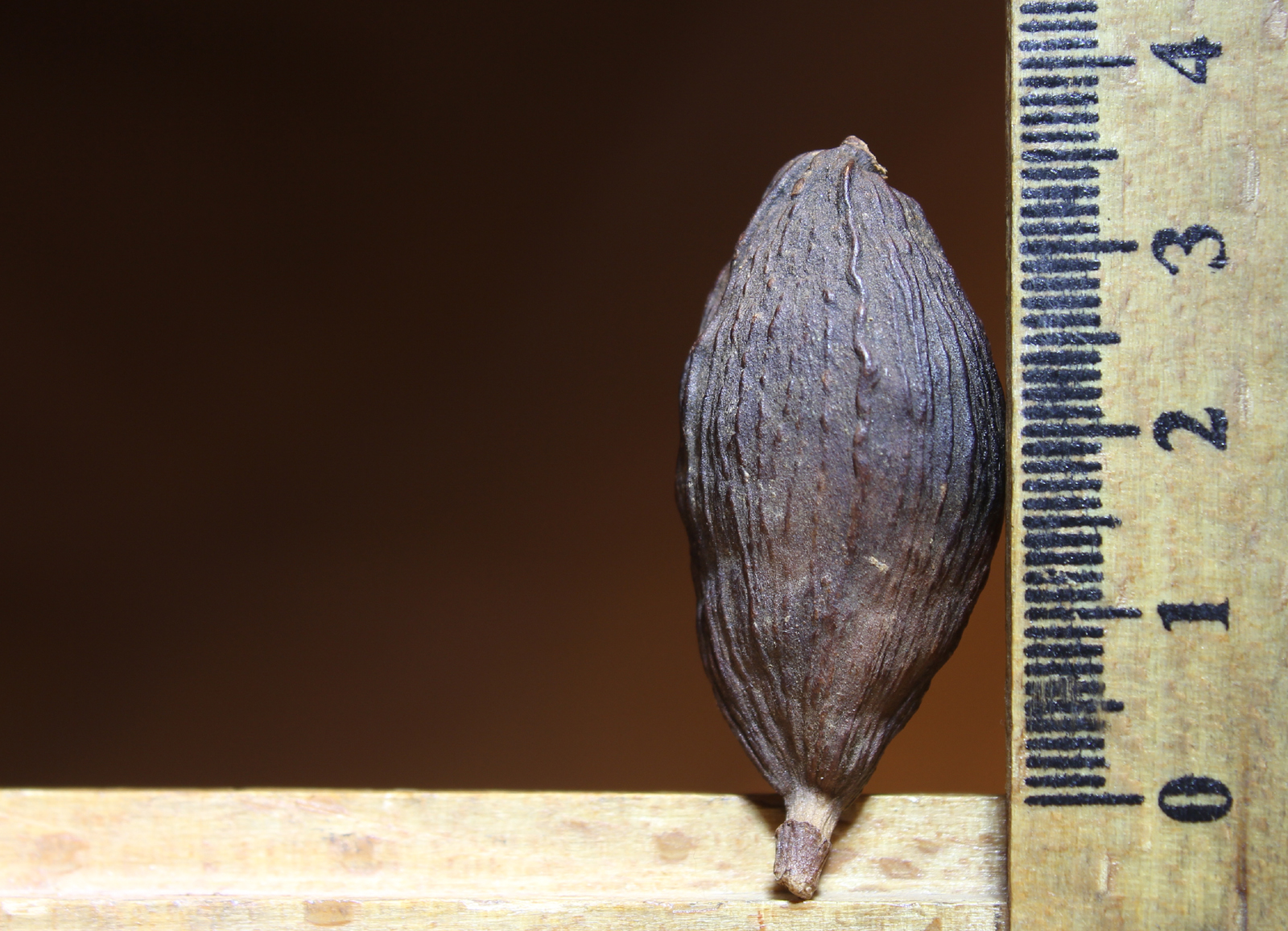
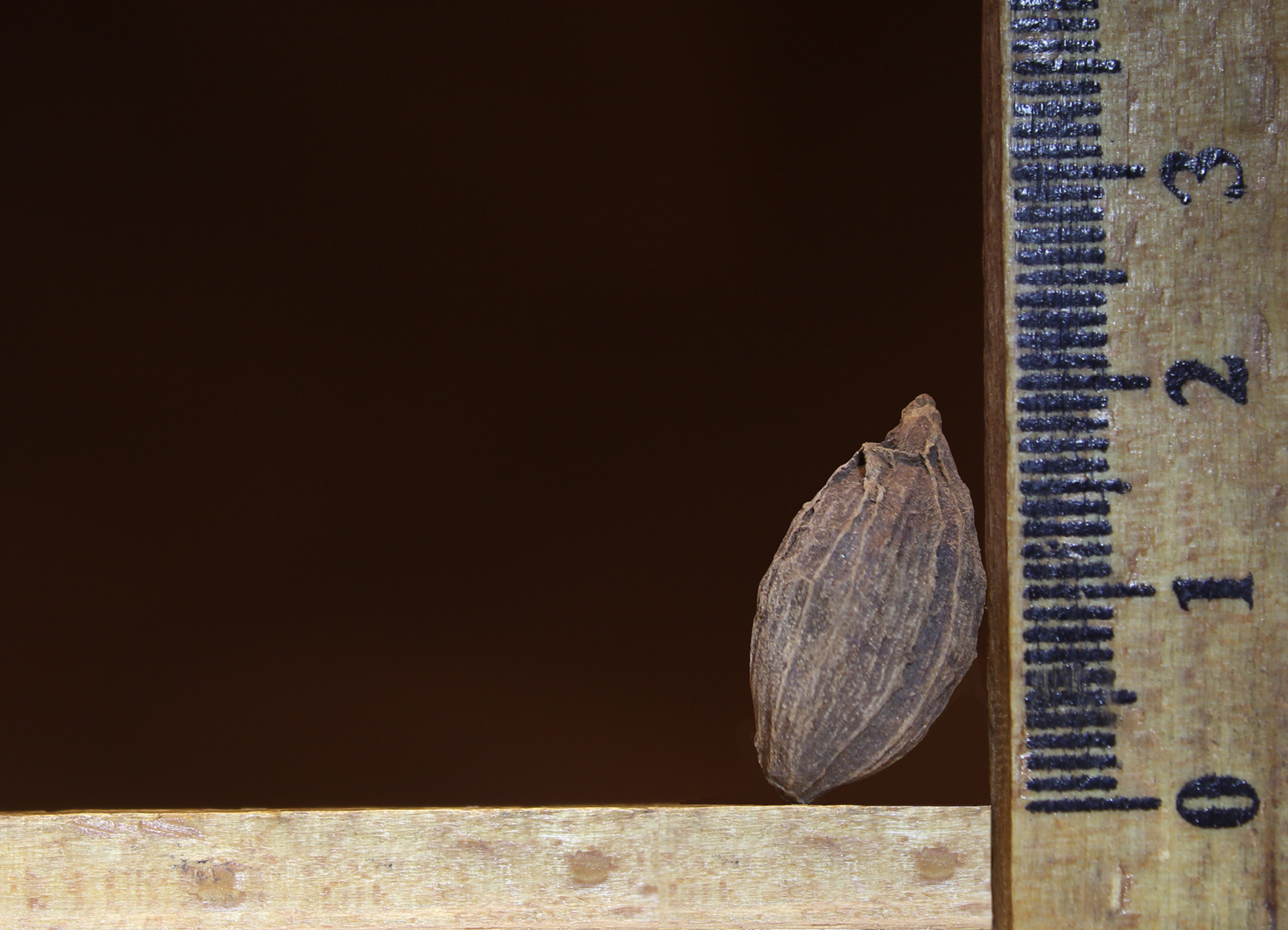
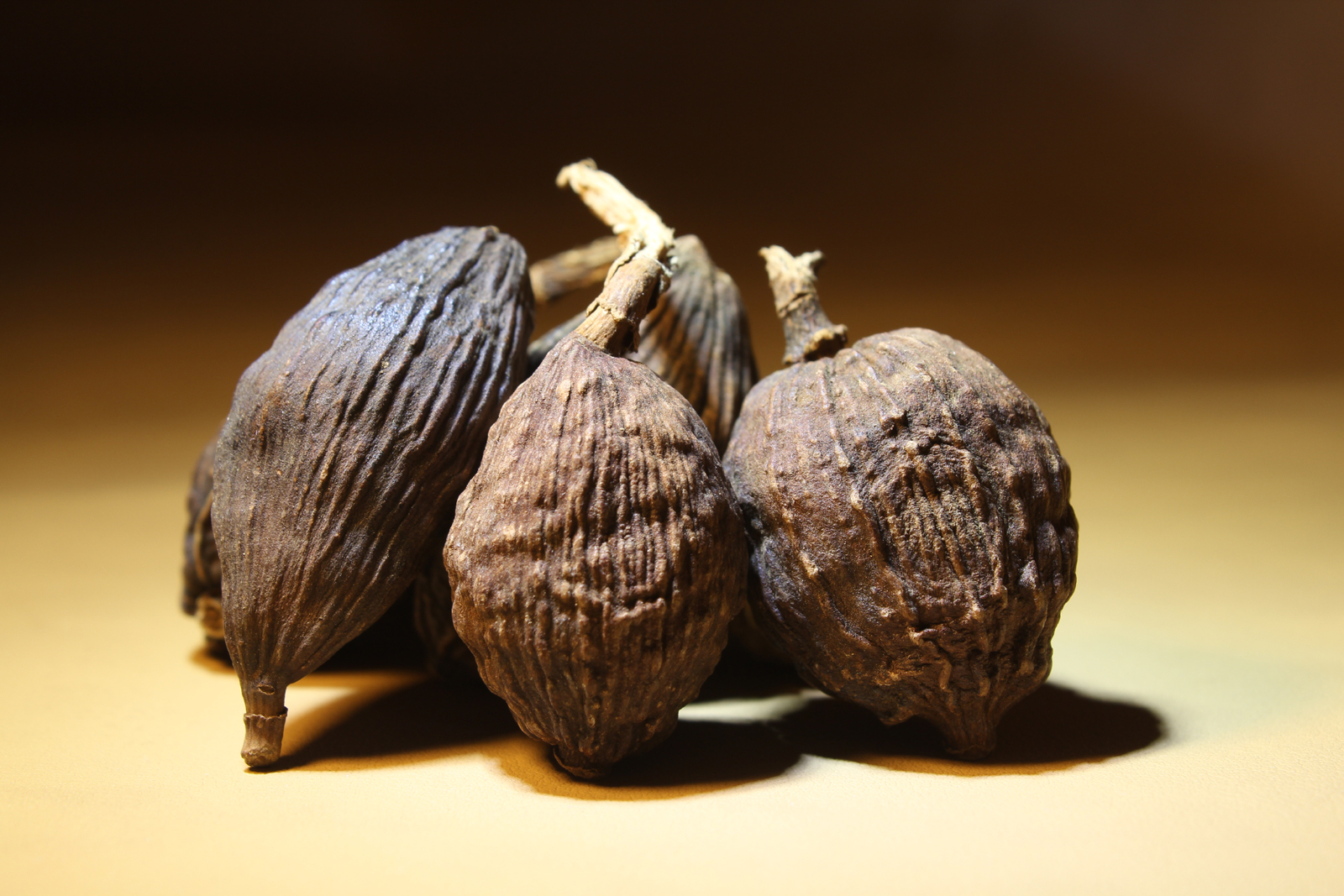

## واژه‌نامه
1. ↑  Terpinyhydrate
2. ↑  Terpiene
3. ↑  Formic acid
4. ↑  Actic acid